# Saint-Magloire
 (janvier 2024).
Si vous disposez d'ouvrages ou d'articles de référence ou si vous connaissez des sites web de qualité traitant du thème abordé ici, merci de compléter l'article en donnant les références utiles à sa vérifiabilité et en les liant à la section « Notes et références ».
Pour les articles homonymes, voir Magloire.
Saint-Magloire est une municipalité dans le comté des Etchemins au Québec (Canada), située dans la région administrative de Chaudière-Appalaches, à une vingtaine de kilomètres de la frontière américaine.

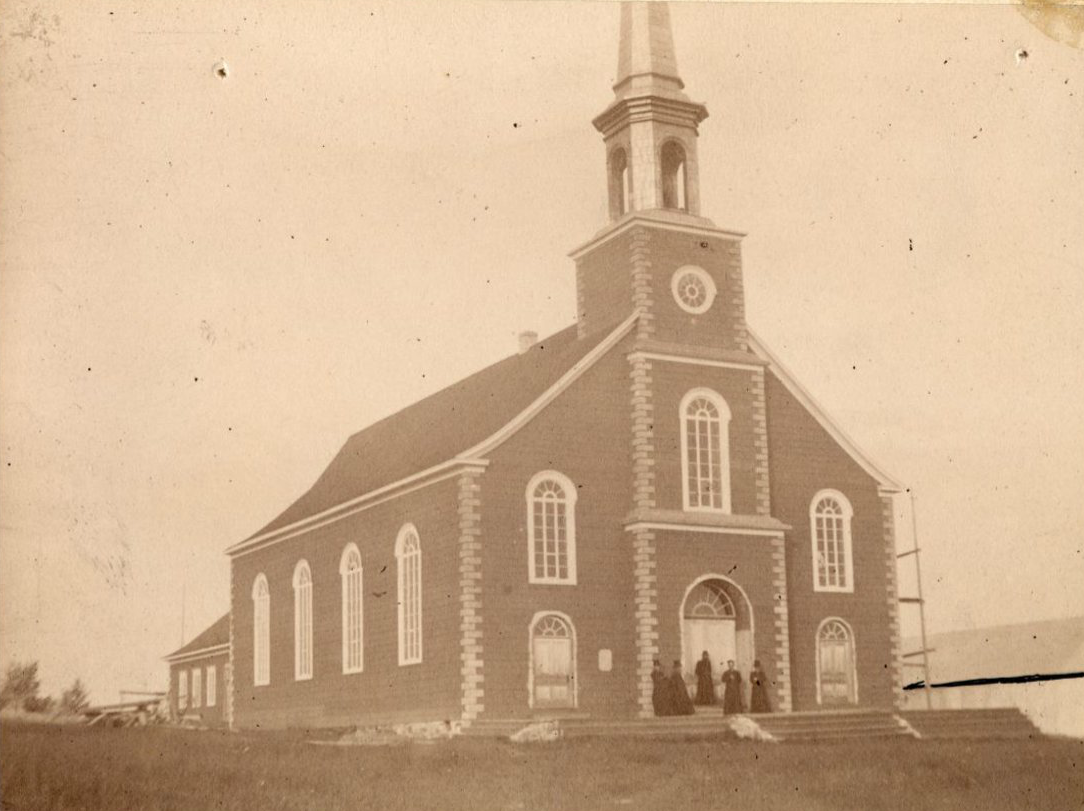
L'église de Saint-Magloire vers 1890

## Toponymie
Elle est nommée en l'honneur du moine et évêque Magloire de Dol.

## Histoire

### Chronologie
- 1er janvier 1875 : Fondation de la municipalité des townships unis de Roux, Bellechasse et Daaquam.
- 15 mai 1954 : La municipalité des townships unis de Roux, Bellechasse et Daaquam devient la municipalité de Saint-Magloire de Bellechasse.
- 15 mars 1969 : La municipalité change de nom pour Saint-Magloire-de-Bellechasse.
- 16 août 1997 : La municipalité change de nom pour Saint-Magloire.

## Géographie
Saint-Magloire est la municipalité la plus au nord des Etchemins. Elle est bordée par la MRC de Bellechasse au nord-ouest et par la MRC de Montmagny au nord-est. Elle est connectée au réseau routier et aux grandes villes grâce à la route 281. Elle comporte aussi un relief très montagneux typique des monts Notre-Dame, qui inclut le Bonnet et le Mont Saint-Magloire.
Une partie de l'aire protégée du massif du Sud se situe à Saint-Magloire. Saint-Magloire contient un très grand nombre tourbières, mais aussi de nombreuses rivières et des lacs. La forêt mixte couvre plus des trois quarts du territoire Maglorois.

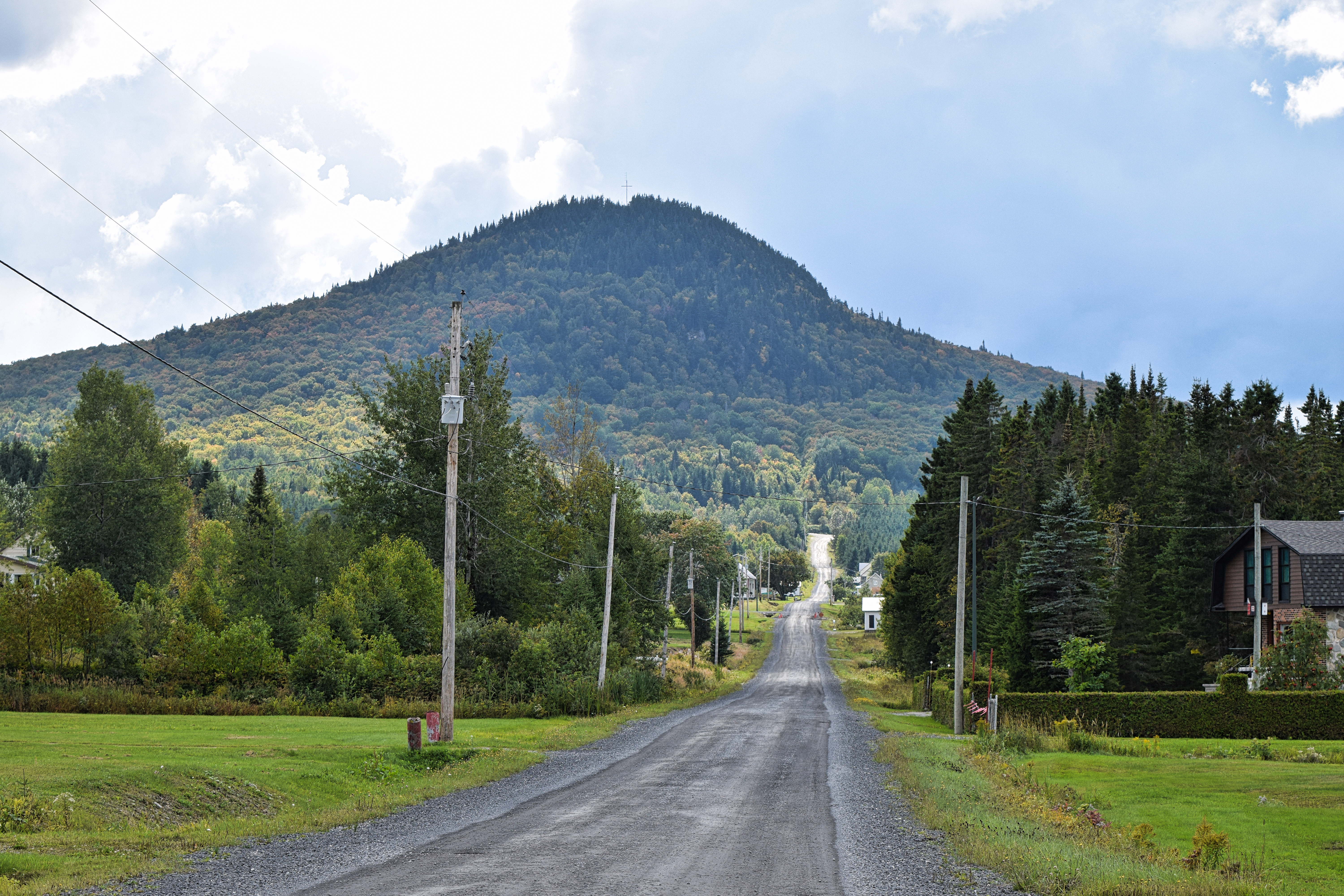
Le Bonnet, montagne notable à Saint-Magloire

Municipalités limitrophes

### Climat
Saint-Magloire est situé dans un climat continental humide, tout comme le reste du Québec. La municipalité est positionnée dans l’écorégion terrestre des forêts de la Nouvelle-Angleterre et de l'Acadie du WWF. Saint-Magloire possède un grand nombre de microclimats en raison de ses reliefs diversifiés, mais aussi à cause de la végétation dense.

### Hydrographie
Le territoire fait en majorité partie du bassin versant du fleuve Saint-Jean, drainé par la rivière blanche et la rivière noire qui ont leur crénon dans le nord-ouest de la municipalité et la rivière aux Orignaux, affluent de la rivière Noire, traverse la municipalité du nord-est au sud-est. La rivière des Castors coule entièrement dans le sud de la municipalité vers l'est pour confluer avec la rivière noir dans le sud-est.
Seulement quelques kilomètres carrés à l'ouest du territoire se situent dans le bassin versant du fleuve Saint-Laurent et sont drainés par la rivière Etchemin qui se déverse dans l'Estuaire fluvial du Saint-Laurent. Cette dernière traverse l'ouest de la municipalité du nord au sud et reçoit les eaux de l'autre rivière blanche qui traverse la limite nord-ouest de la municipalité.

### Flore
La municipalité, en raison de ses microclimats, possède une flore variée et changeante. En montagne, ce sont les conifères qui dominent, tout particulièrement le sapin baumier, l'épinette blanche et l'épinette noire. Quelques feuillus restent toutefois présents dont le peuplier faux-tremble, le bouleau à papier et le peuplier baumier. Dans les secteurs les plus chauds, la forêt est mixte mais les feuillus sont davantage présents. On y retrouve l'érable à sucre, le thuya occidental, le mélèze laricin, le pin rouge et blanc, le frêne noir et le bouleau jaune.

### Faune
Comme la surface forestière est vaste à Saint-Magloire, on y retrouve des espèces dont le cerf de Virginie, l'orignal, le castor, la loutre, le renard roux et l'ours noir. La municipalité regorge aussi d'un grand nombre de petites bêtes dont plusieurs familles d’oiseaux et de rongeurs.

Les cours d’eau sont habitées par plusieurs poissons dont la truite mouchetée.

### Milieux humides

Carte stylisée des milieux humides à Saint-Magloire (source : MRC des Etchemins)

Saint‑Magloire abrite plusieurs milieux humides, répertoriés dans le Plan régional des milieux humides et hydriques (PRMHH) établi par la MRC des Etchemins.  
Ces milieux sont reconnus pour leur rôle dans la régulation des eaux de surface et le maintien de la biodiversité.  
Des zones identifiées comme milieux sensibles coïncident parfois avec des secteurs d’aménagement ou d’usage récréatif.

## Démographie
| 1881 | 1891  | 1901  | 1911  | 1921  | 1931  |
| ---- | ----- | ----- | ----- | ----- | ----- |
| 763  | 1 065 | 1 367 | 1 257 | 1 528 | 1 582 |

| 1941  | 1951  | 1956  | 1961  | 1966  | 1971  |
| ----- | ----- | ----- | ----- | ----- | ----- |
| 1 779 | 1 828 | 1 974 | 1 775 | 1 394 | 1 214 |

| 1976  | 1981 | 1986 | 1991 | 1996 | 2001 |
| ----- | ---- | ---- | ---- | ---- | ---- |
| 1 074 | 969  | 942  | 871  | 800  | 705  |

| 2006 | 2011 | 2016 | 2021 | - | - |
| ---- | ---- | ---- | ---- | - | - |
| 745  | 725  | 676  | 712  | - | - |

### Nouveaux résidents
La municipalité accueille des familles ukrainiennes.

## Administration
Les élections municipales se font en bloc pour le maire et les six conseillers.
| Saint-Magloire Maires depuis 2001                                                                                    |                  |         |          |
| Élection | Maire            | Qualité | Résultat |
| 2001 | Marcel Asselin   |         | Voir     |
| 2005 | Marcel Asselin   | Voir    |          |
| 2009 | Marielle Lemieux |         | Voir     |
| 2013 | Émile Lapointe   |         | Voir     |
| 2017 | Marielle Lemieux |         | Voir     |
| 2021 | Daniel Thibault  |         | Voir     |
| Élection partielle en italique Depuis 2005, les élections sont simultanées dans toutes les municipalités québécoises |                  |         |          |

| Poste                     | Entrant(e)                       | Nombre de votes (Entrant(e)) | Sortant(e)      | Nombre de votes (Sortant(e)) |
| ------------------------- | -------------------------------- | ---------------------------- | --------------- | ---------------------------- |
| #1                        | Anne-Marie Beaudry               | 246                          | Régis Prévost   | 184                          |
| #2                        | Liette St-Pierre                 | 275                          | Michel Chabot   | 150                          |
| #3                        | Martine Rouillard                | 278                          | André Lapointe  | 151                          |
| #4                        | Jonathan Goupil                  | 305                          | Réjent Théberge | 121                          |
| #5                        | Steve Lapointe                   | Sans opposition              | Sans opposition | Sans opposition              |
| #6                        | Roxane Nolet (Démission en 2018) | 347                          | Diane Arsenault | 80                           |
| #6 (Élections partielles) | Régis Prévost                    | 103                          | Normand Brochu  | 59                           |

| Poste                     | Entrant(e)                         | Nombre de votes (Entrant(e)) | Sortant(e)      | Nombre de votes (Sortant(e)) |
| ------------------------- | ---------------------------------- | ---------------------------- | --------------- | ---------------------------- |
| #1                        | Anne-Marie Beaudry                 | Sans opposition              | Sans opposition | Sans opposition              |
| #2                        | Jérémie Ménard (Démission en 2021) | Sans opposition              | Sans opposition | Sans opposition              |
| #3                        | Martine Rouillard                  | Sans opposition              | Sans opposition | Sans opposition              |
| #4                        | Marie-Hélène Ménard                | Sans opposition              | Sans opposition | Sans opposition              |
| #5                        | Samuel Larochelle                  | Sans opposition              | Sans opposition | Sans opposition              |
| #6                        | Étienne Ménard                     | Sans opposition              | Sans opposition | Sans opposition              |
| #2 (Élections partielles) | Gino Tanguay                       | Sans opposition              | Sans opposition | Sans opposition              |

## Économie
La municipalité est productrice de sirop d’érable. Le relief montagneux permet à l’industrie de l’énergie dont EDF d'y installer des éoliennes. La flore mixte très développée est exploitée par l'industrie forestière.

## Personnalités liées
Cette municipalité est le lieu de naissance des six frères Baillargeon. La Maison du patrimoine de Saint-Magloire a une exposition permanente sur cette famille.

## Culture
Le village a été l'hôte, en 2008, de l'émission de télévision La Petite Séduction. Laurence Jalbert fut l'invitée.

## Loisirs
La faune permet la chasse et la pêche. La motoneige et le ski sont des sports pratiqués en hiver, tout comme la raquette ou bien glissade. La municipalité est aussi reconnue pour ses sentiers en sous-bois.

### Quad
La municipalité de Saint-Magloire a adopté en 2023 le règlement numéro 369-23, autorisant la circulation des véhicules hors route (VHR) sur l’ensemble de son réseau routier municipal.
Le règlement évoque l’accès aux pistes, aux commerces et le développement touristique comme motivations. Toutefois, aucun plan de circulation n’est annexé, et aucun balisage ou restriction d’usage n’est précisé dans les documents municipaux actuellement disponibles en ligne,.
La circulation des quads (VTT, VCC) est ainsi permise sur l’ensemble des routes municipales, sous réserve du respect des limites de vitesse : 50 km/h en général, et 30 km/h dans certaines rues étroites. La route 208 demeure assujettie à la Loi sur les véhicules hors route.

## Distinctions

### Fleurons du Québec
Saint-Magloire compte parmi les 338 municipalités participant aux Fleurons du Québec. Elle détient 4 fleurons depuis 2018. Le maximum de fleurons étant de 5, la municipalité est considérée fleurie et embellie dans la majorité de ses domaines. Le président du comité d’embellissement de Saint-Magloire, Daniel Maurice a reçu le certificat des mains de Gaston Arcand, maire de Deschambault-Grondines et président des Fleurons du Québec.

### Prix « Municipalité dynamique » (2023)
En novembre 2023, la municipalité de Saint-Magloire a également été honorée lors de la 7ᵉ édition du Gala reconnaissance des Etchemins. Elle y a reçu le prix de la « Municipalité dynamique de l’année ». L'événement, organisé par la MRC des Etchemins en collaboration avec la SADC Bellechasse-Etchemins et le Carrefour Jeunesse-Emploi, visait à souligner l’implication et la vitalité de treize organisations et municipalités de la région.